# Беняшовиці
Беняшовиці (пол. Bieniaszowice) — село в Польщі, у гміні Ґрембошув Домбровського повіту Малопольського воєводства.
Населення — 137 осіб (2011).
У 1975-1998 роках село належало до Тарновського воєводства.

## Демографія
Демографічна структура станом на 31 березня 2011 року:
|          | Загалом | Допрацездатний вік | Працездатний вік | Постпрацездатний вік |
| -------- | ------- | ------------------ | ---------------- | -------------------- |
| Чоловіки | 64      | 9                  | 45               | 10                   |
| Жінки    | 73      | 10                 | 43               | 20                   |
| Разом    | 137     | 19                 | 88               | 30                   |